# Beta-lattame

1. Struttura base della penicillina.
2. Struttura base della cefalosporina.
In rosso l'anello β-lattamico.

Il β-lattame è un anello a 4 atomi che forma un'ammide ciclica (lattame), che costituisce il nucleo funzionale principale della classe di antibiotici detti β-lattamici. Questo anello può trovarsi come unico costituente della molecola nei monolattamici, oppure associato ad un anello a 5 atomi (gruppo penam) o a 6 atomi monoinsaturo (cefem) in presenza o meno di un eteroatomo (carbapenemici, oxapenem, ecc). 
Le due strutture principali usate nei farmaci sono l'acido 6-amminopenicillanico e 7-amminocefalosporanico, a cui poi si aggiungono gruppi funzionali caratteristici.

## Reattività
A causa della tensione dell'anello, i β-lattamici sono più reattivi alle condizioni di idrolisi rispetto alle ammidi lineari o ai lattamici più grandi. Questo ceppo è ulteriormente aumentato dalla fusione di un secondo anello, come si trova nella maggior parte degli antibiotici β-lattamici. Tale andamento è dovuto al carattere ammide del β-lattamici riducendo l'aplanarietà del sistema. L'atomo di azoto di un'ammide ideale è ibridato sp2 a causa della risonanza, e gli atomi ibridati sp2 hanno una geometria molecolare trigonale planare. Il Premio Nobel Robert Burns Woodward descrisse un parametro h come misura dell'altezza della piramide trigonale definita dall'azoto (come l'apice) e i suoi tre atomi adiacenti. h corrisponde alla forza del legame β-lattame con numeri più bassi (più planare; più come ammidi ideali) essendo più forte e meno reattivo.
I monolattamici hanno valori compresi tra 0,05 h e 0,10 ångström (A).